# Hạ Lễ
Hạ Lễ là một xã thuộc huyện Ân Thi, tỉnh Hưng Yên, Việt Nam.

## Địa lý
Xã Hạ Lễ nằm ở phía nam huyện Ân Thi, có vị trí địa lý:
- Phía đông giáp huyện Phù Cừ
- Phía tây giáp xã Hồng Quang
- Phía nam giáp huyện Tiên Lữ và huyện Phù Cừ
- Phía bắc giáp xã Hồng Vân và xã Tiền Phong.

Xã Hạ Lễ có diện tích 5,76 km², dân số năm 2019 là 5.199 người, mật độ dân số đạt 902 người/km².

## Lịch sử
Hạ Lễ trước kia là vùng lau sậy hoang vu mãi cho tới thời nhà Lê mới có một số dân tới đây lập nghiệp. Hạ Lễ cũng được coi là cái nôi của đạo Công giáo Việt Nam. Được biết Giáo họ Hè đón nhận Đức tin năm 1616 thời vua Lê Kính Tông. Hạ Lễ xưa kia là một nơi các nhà truyền đạo Công giáo tới đây giảng đạo khá sớm. Tên Hạ Lễ là do Đức Cha người ngoại quốc đặt cho Giáo họ Hè nay là Giáo xứ Hạ Lễ từ năm 1670. Từ đó hai tiếng Hạ Lễ trở thành thân thuộc với bà con vùng nay. Hạ Lễ thể hiện sự khiêm nhường của người Công giáo nơi đây.